# Linare FC
Linare Football Club w skrócie Linare FC – sotyjski klub piłkarski grający w pierwszej lidze sotyjskiej, mający siedzibę w mieście Hlotse.

## Sukcesy
- I liga[1]:
  - mistrzostwo (3):  1973, 1979, 1980.

- Puchar Lesotho[2]:
  - zwycięstwo (2): 1983, 1999.

## Występy w afrykańskich pucharach
| Sezon | Rozgrywki                 | Runda   | Kraj     | Klub                        | Dom | Wyjazd | Dwumecz |
| ----- | ------------------------- | ------- | -------- | --------------------------- | --- | ------ | ------- |
| 1974  | Puchar Mistrzów           | 1       | Tanzania | Simba SC                    | 1–2 | 1–3    | 2–5     |
| 1980  | Puchar Mistrzów           | 1       | Tanzania | Simba SC                    | 2–1 | 0–3    | 2–4     |
| 1981  | Puchar Mistrzów           | 1       | Zimbabwe | Dynamos FC                  | 1–1 | 0–5    | 1–6     |
| 1984  | Puchar Zdobywców Pucharów | 1       | Zambia   | Red Arrows FC               | 1–3 | 1–9    | 2–12    |
| 1992  | Puchar CAF                | 1       | Mozambik | Clube Ferroviário de Maputo | 0–0 | 0–4    | 0–4     |
| 1993  | Puchar CAF                | wstępna | Namibia  | Young Ones FC               | 1–1 | 2–4    | 3–5     |
| 1994  | Puchar CAF                | wstępna | Reunion  | CS Saint-Denis              | 0–2 | 0–1    | 0–3     |
| 2000  | Puchar Zdobywców Pucharów | wstępna | Botswana | Mogoditshane Fighters       | 0–0 | 0–1    | 0–1     |

## Stadion
Domowe mecze klub rozgrywa na stadionie o nazwie Hlotse Stadium w Hlotse, który może pomieścić 1000 widzów.